# مايكل دونيغان
مايكل دونيغان (بالإنجليزية: Michael Dunigan) مواليد 2 يونيو 1989 في شيكاغو، هو لاعب كرة سلة أمريكي. بدأ مسيرته الاحترافية في سنة 2010. يلعب مع كانتون شارج في دوري الرابطة الوطنية لفئة التطوير كلاعب وسط. يحمل الرقم 17. يبلغ طوله 6 قدم 10 بوصة (2.1 م). لعب كرة السلة الجامعية في جامعة أوريغون.

## المسيرة الاحترافية
لعب مع نادي كازالي لكرة السلة في سنة 2011، ثم لعب مع برث وايلدكاتز في الدوري الأسترالي في موسم 2012–2013، ثم لعب مع سول سامسونج ثندرز في موسم 2013–2014، ثم لعب مع وونجو دونجبو برومي في موسم 2013–2014، ثم لعب مع كانتون شارج في موسم 2014–2015، ثم لعب مع بارانجي جينبرا سان ميغيل في سنة 2015.

## روابط خارجية
- مايكل دونيغان على موقع سبورتس رفرنس (الإنجليزية)
- مايكل دونيغان على موقع كرة السلة الأوروبية.كوم (الإنجليزية)
- مايكل دونيغان على موقع كلية كرة السلة في سبورتس رفرنس.كوم (الإنجليزية)
- مايكل دونيغان على موقع ريلجم (الإنجليزية)
- مايكل دونيغان على موقع بروبوليرز (الإنجليزية)
- مايكل دونيغان على موقع سبورتس رفرنس (الإنجليزية)
- مايكل دونيغان على موقع سبورتس رفرنس (الإنجليزية)